# Grbalj
Grbalj je mikroregija u Crnoj Gori, južno od Kotora. U srednjem vijeku je bila župa. Ime je u svezi s antičkim gradom Agruviumom (Acruvium). Prostire se na području od poljâ u zaleđu Budve do poljâ uz more, a središte joj je bilo oko današnjega sela Branovića.

## Povijest
Prvi se put ime spominje u 12. stoljeću.
Kroz povijest je bila dio bizantske Dalmacije, pa Duklje, Srbije, pod Radičem Crnojevićem, Sandaljem Hranićem Kosačom (dio Hercegovine), pa Mlečanima. Zbog nezadovoljstva kotorskim feudalcima izbilo je nekoliko buna, koje su gušene uz pomoć Mlečana, kotorskih feudalaca i Crnojevića.
U 14. stoljeću je pripala Kotoru. Kotor je imao povlašteni položaj, no stanovništvo je bilo nezadovoljno prema mletačkoj upravi i gradskoj vlasteli. Zbog toga su podignuli četiri bune u Grbaljskom polju - 1421., 1432., 1448. i 1462. godine. Od 1497. je pod Osmanski Carstvom.
Godine 1539. područje zauzima Hajreddin Barbarossa. Do 1715. vlast se naizmjence mijenja, pa je do 1797. dio Mletačke Dalmacije, zatim Austrijske Dalmacije 1797. – 1806., pod vlašću ruska 1806. – 1807., dio francuskih Ilirskih pokrajina 1807. – 1813. i sve do 1918. opet dio Austrijske Dalmacije. 
Dalje je u Kraljevini SHS, u Drugome svjetskom ratu pripojena je Italiji, a od Drugoga svjetskog rata  Crnoj Gori.

## Znamenitosti
- Grbaljski zakonik, sastavljen 1427. godine na dan svetog Demetrija, u pravoslavnom samostanu Podlastvi